# 누스 템푸스 두 임페라도르
《누스 템푸스 두 임페라도르》(포르투갈어: Nos Tempos do Imperador)는 2021년 방영된 브라질의 텔레노벨라이다.